# Przemisl II.
Przemisl II. (poljsko Przemysł, latinsko Premislas, Premislaus) je bil vojvoda Poznanja (1273–1296),  Velikopoljske (1279–1296) in Pomerelije (1294–1296), veliki vojvoda Poljske (1290–1291) in po dolgem času prvi kralj Poljske (1295–1296), * 14. oktober 1257, Poznanj, † 8. februar 1296, Rogozno.
Bil je sin Przemisla I. Velikopoljskega in Elizabete Vroclavske. Bil je izredno pomemben za poljsko zgodovino, ker je s kronanjem za kralja obnovil staro poljsko tradicijo in utrl pot združitvi Poljske pod Vladislavom I. Loketekom. Przemisl je uvedel poljski grb z belim orlom na rdečem ozadju, ki se je ohranil do danes.

## Poreklo in skrbništvo Boleslava Pobožnega
Przemisl je bil rojen 14. oktobra 1257 v Poznanju kot sin velikopoljskega vojvode Przemisla I., pravnuka poljskega velikega vojvode Mješka III. Starega, sina slavnega poljskega vladarja Boleslava III. Krivoustega. Przemislova mati Elizabeta Vroclavska je bila hčerka poljskega velikega vojvode Henrika II. Pobožnega, ki je bil med invazijo Mongolov ubit v bitki pri Legnici leta 1241. Ker je Przemislov oče umrl neposredno pred njegovim rojstvom, je za Przemisla skrbel stric Boleslav Pobožni, velikopoljski vojvoda in gospod Kališa in Gniezna.
V tem času je bila Poljska že več kot sto let v fevdalnem razsulu in prizorišče stalnih neusmiljenih spopadov med plemiči. V te spore je bil seveda vključen tudi Przemisl. Že leta 1272 se je spopadel s stricem in bil zaprt v Gnieznu. Iz ječe mu je kmalu uspelo pobegniti in se pobotati s stricem. Boleslav mu je kmalu zatem prepustil poveljstvo pohoda na Brandenburg. Na pohodu je osvojil grad Stzelce Krajenske in 30. maja brez borbe tudi Drezdenko. 
Maja 1273 se je poročil z Ludgardo Meklenburško, hčerko  meklenburškega vojvode Henrika I. Božjepotnika in vnukinjo Barnima I. Ščečinskega, s čimer se je povezal z Meklenburgom in zahodnim Pomorjanskim proti Brandenburgu. 7. avgusta istega leta je od Boleslava Pobožnega dobil Poznanj, vendar tam verjetno ni vladal samostojno. 22. avgusta se je udeležil skupščine v Šimanovicah in se kmalu zatem uprl svojemu stricu. Potek dogodkov ni povsem jasen.
Uprl se je 1. oktobra 1273 in bil v Gnieznu že prvi dan aretiran. Leta 1274 ali 1275 mu je s pomočjo namestnika guvernerja Gniezna Petra Viniarčika uspelo pobegniti in prevzeti oblast v Poznanju. Od tu je sklenil zavezništvo z vroclavskim vojvodom  Henrikom IV. Pravičnim proti vsem, tudi velikemu vojvodi Poljske, razen proti Vladislavu Opoljskemu in češkemu kralju  Otokarju II. Přemislu. Njegovi postopki so prisilili Boleslava, da preuči svoj odnos do posinovljenca, mu prizna oblast v Poznanju in se s tem z njim pobota. Spor se je končal najkasneje leta 1276, morda tudi zaradi pohoda Brandenburžanov na Velikopoljsko, na katerem je bil leta 1274 požgan Poznanj.

## Vojvoda Poznanja
Przemisl II. se je kot vojvoda Poznanja še bolj aktivno vključil v poljske fevdalne spore. Legniški vojvoda Boleslav II Rogati je namreč 18. februarja 1277 vdrl v rezidenco Henrika Pravičnega v Jelču, ga aretiral in vrgel v ječo v Vlenju, ker je bil prepričan, da bo s tem prepričal njegovega nečaka, da se umakne iz določenih dvorcev, gradov in okrajev. Namesto tega se je proti njemu dvignila cela koalicija fevdalcev, med njimi Henrik III. Glogovski, Konrad II. Mazovski, Przemko Šćinavski in sam Przemisl II. Boleslav je skupaj s svojimi sinovi vdrl v Vroclavsko vojvodino in požigal in plenil. Omenjeni vojvode in meščani Vroclava so 24. aprila napadli Boleslava pri Stolecu. V bitki nobena stran ni hotela zapustiti bojnega polja, zato sta se obe vojski borili skoraj do uničenja. V strahu pred popolnim propadom je legniški vojvoda zapustil bitko. Poveljstvo je prevzel njegov sin Henrik V. Debeli in z velikimi izgubami zmagal. Legniška vojska se je zatem umaknila in s seboj kot ujetnike povedla Przemisla in njegove viteze. Poznanjski vojvoda ni ostal dolgo v ujetništvo in je bil že 22. maja po zaslugi Boleslava Pobožnega osvobojen.
Septembra 1277 je bil v Opavi kongres poljskih fevdalcev in češkega kralja Otakarja II. Přemisla. Udeleženci niso natančno znani, domneva pa se, da je bil med njimi tudi Przemisl. Na kongresu je bilo dogovorjeno sodelovanje čeških in poljskih vojaških enot proti svetemu rimskemu cesarju Rudolfu I. Habsburškemu. Przemisl v končni bitki na Moravskem polju ni sodeloval, ker je bil 24. avgusta, se pravi dva dni pred bitko,  na kongresu v Londu. Njegove čete so v bitki sodelovale.
Četudi sta Boleslav Pobožni in on imela različite poglede na nudenje pomoči češkemu kralju, sta obdržala dobre odnose, kar dokazuje kongres v Pobiedziski 13. januarja 1278. 24. avgusta 1278 je Przemisl stricu v pomoč posredoval, da je sjeradski vojvoda Leško Črni  vrnil Inovroclav svojemu bratu Zimomislu, ki se je zatem obvezal, da ne bo podprl nemških vitezov in Tevtonskega reda. S tem je bil rešen eden od številnih sporov, ki so slabili moč poljske države.

## Vojvoda Velikopoljske

### Dedovanje Kališa in Gniezna
14. aprila 1279 je Boleslav Pobožni umrl. Przemisl je po njem podedoval kneževini Kališ i Gnjezno in zavladal celi Velikopoljski. Jan Dlugoš o tem piše:
Knez Kališa Boleslav Pobožni, vladar velikega srca in goreč domoljub, je dobil vročino in se zrušil. Ko je začutil, da je bolezen iz dneva v dan hujša, je poklical svojega posinovljenca poznanjskega kneza Przemisla in mu zaupal kneževino Kališ, svojo soprogo Heleno in tri njene hčerke: Jadvigo, Elizabeto in Ano. Ko je nazadnje prejel vse zakramente, je umrl v gradu Kališ v petek, 7. aprila. Odpeljan je bil v Poznanj in bil v prisotnosti kneza Przemisla pokopan v Poznanjski stolnici v grobnici svojih očetov. Po njegovi smrti je knez Poznanja Przemisl naledil kneževino Kališ. S tem je dobil oblast nad celo Velikopoljsko in je Kališ prepustil vdovi kneza Boleslava Pobožnega in njegovi hčeri. Obe je obdaril z denarjem in bogato doto.

### Nasledstvo Pomerelije
Przemisl se je avgusta 1281 v Lublinu sestal z vzhodnopomorjanskim vojvodom Mstivojem II. Po dolgih pogajanjih sta 15. februarja 1282 v Kempnu  sklenila sporazum, s katerim naj bi  Mstivoj po svoji smrti Przemislu prepustil Pomerelijo. Olivska kronika o tem piše:
Mstivoj [...] in bog je pravičnemu nasledniku odvzel njegovo družino, kot da bi bil nevreden, čeprav je bil za druge dovolj vreden. Zaradi tega je za svojega naslednika že za časa svojega življenja imenoval gospoda Przemisla, poljskega kneza [...]
Odločitev pomorjanskega vojvode je bila naravna reakcija na obnašanje njegovih agresivnih sovražnikov tevtonskih vitezov in Brandenburžanov, s čimer je prispeval tudi k združevanju poljskih dežel in njihovi kasnejši popolni združitvi.
Przemisl je s tem dobil vse pravice za vmešavanje v notranje zadeve Pomorjanskega. Leta 1284 je podprl Dansko in Brandenburg proti Zahodnemu  Pomorjanskemu in Rigenu, zato se je 19. februarja 1284. godine v Sjeradzu sestal z  velikim vojvodom Poljske Lešekom II. Črnim, da bi se dogovorila za skupne operacije. Ker je bil med sprtima stranema kmalu zatem sklenjen mir, vojvoda v spopadih ni sodeloval, je pa dodatno okrepil odnose z velikim vojvodom. Relativnemu neuspehu je kmalu sledil velik uspeh. 13. septembra 1284 je na pomorjansko-velikopoljskem zboru v Naklu šlahta Pomerelije za naslednika potrdila  velikopoljskega vojvodo. Przemisl je s tem postal nesporni naslednik tudi tega vojvodstva.
Ko je zavaroval svoje pravice proti mogočim notranjim sovražnikom, jih je moral zavarovati tudi proti zunanjim. 23. novembra 1287 se je zato v Slupsku sestal z Mstvojem II. in Boguslavom IV. Ščečinskim in z njima sklenil zvezo proti Brandenburgu. Za utrditev zavezništva je priznal Boguslava za svojega naslednika v Pomereliji, če bi umrl brez otrok. 13. maja 1288 je velikopoljski vojvoda na kongresu u Višogrodu prepustil pomorjanskemu vojvodi Skišno v zameno za višgorodsko kastelanijo brez Serocka, ki jo je dobil v zamenjavi s poznanjsko škofijo. Zveza med obema zaveznikoma se je s tem še okrepila. 24. do 26. avgusta se je Przemisl udeležil poroke vojvode Mstvoja s pomerelijsko plemkinjo Sulislavo Slupsko.

### Spori s Henrikom IV. Pravim
V začetku februarja 1282 se je Przemisl udeležil zbora knezov v Sondovelu ob reki Barič, ki ga je sklical Henrik Pravični. Na zboru naj bi na pobudo vroclavskega vojvode reševali ozemeljske spore, vendar na nekoliko neobičajen  način. 9. februarja so bili udeleženci zborovanja aretirani in odpeljani v Vroclav, za pogoje  svoje osvoboditve pa se je moral vsak sam pogajati z vojvodom. Przemisl mu je moral za osvoboditev prepustiti kastelanijo Ruda v Velunji, za katero je Henrik trdil, da je bila po krivici odvzeta njegovim prednikom. Velikopoljski vojvoda je bil izpuščen 3. marca 1282.
Leta 1283 je Przemisl napadel Henrika Pravega, da bi povrnil Rudo, kar mu je naslednje leto tudi uspelo. Pridobitvi je kmalu sledila novo vojna s Henrikom. V začetku jeseni 1284 je velikopoljski plemič Sendzivoj Zaremba izdal Przemisla, osvojil Kališ in Rudo in ju predal Henriku Pravemu. Przemisl je z veliko vojsko napadel Kališ, vendar ga ni uspel osvojiti in se je zaradi  velikih izgub umaknil. Velikopoljsko plemstvo, nerazpooženo za vojno, ga je prisililo k pogajanjem. Na pogajanjih z vroclavskim vojvodom je moral Przemisl v zameno za Kališ predati Olobok in Rudo. Naslednje leto sta bila brata Sendzevoj in Benjamin Zaremba aretirana.
2. februara 1285 je  velikopoljski vojvoda sklical zbor knezov v Poznanju. Ker je bil zbor sklican neposredno potem, ko je gnjeznenski nadškof izobčil Henrika Pravega, je bil mogoče uperjen proti vojvodi Vroclava. Takrat ali malo pred tem je Przemisl predal Zimomislu Inovroclavskemu vzhodni del kastelanije Bidgošč s Pakoščem, verjetno zao, da bi ga pridobil na svojo stran za vojno proti Henriku Pravemu. 15. avgusta istega leta se je Przemisl v Sulejovu sestal z Zimomislom in Vladislavom Loketekom, vojvodom Kujavije, in ju poskušal odvrniti od spopada z Lešekom II. Črnim.  Przemislovi odnosi z  Vladislavom so bili že od prej dobri, zlasti potem, ko mu je leta 1282 predal  Krušvico in Radjejov.
Izzvani s prejšnjimi Henrikovimi dejanji, predvsem s tem, da je za vrnitev z izdajo pridobljenega Kališa zahteval za odškodnino grad Olobok z okolico, so se velikopoljski vitezi sklenili maščevati. 14. junija 1287. so brez vednosti svojega vojvode oblegali Olobok in ga brez večjih izgub vrnili pod okrilje Velikopoljske. Henrik je nato k vojvodi Przemislu poslal odposlance z zahtevo, naj mu vrne grad.  Ko je bila njegova zahteva zavrnjena, se je odpovedal nadaljnjemu boju v upanju, da se bo nekega dne za svojo izgubo maščeval z zvijačo, ne z orožjem. V tem letu in najkasneje 9. julija 1288 je Przemisl pod svojo oblast vrnil tudi kastelanijo Ruda.
16. julij 1288 je  Przemisl v Krakovu obiskal hudo bolnega velikega poljskega kneza Lešeka II. Črnega, vendar podrobnosti njunega srečanja niso znane. 30. septembra je Lešek umrl. Ker ni imel otrok, je bil sklican zbor plemstva, da bi izbrali njegovega naslednika. Henrik Pravi ni priznal niti zbora niti njegovih sklepov in se odločil vzeti izbor Lešekovega naslednika v svoje roke. Jeseni je izkoristil neodločnost plemstva in osvojil Krakov ter se razglasil za velikega vojvodo Poljske.
Leta 1289 je del poljskega plemstva izoblikoval koalicijo proti novemu suverenu. 23. aprila 1289 se je Przemisl v Brzešču Kujavskemu sestal z Vladislavom Lokjetekom, da se z njim pobotal in dogovoril za skupno borbo proti Henriku. Henrik se je moral pred premočnimi nasprotniki umakniti iz Krakova, vendar je kmalu sklenil premirje s Przemislom in se vrnil.

### Notranja politika
Przemisl je s svojo politiko politično in gospodarsko okrepil  Velikopoljsko. Velik pomen je pripisoval razvoju mest in sodstva. Med njegovo vladavino se je Velikopoljska centralizirala in utrdila in z ustanavljanjem mest ustvarila predpogoje za gospodarski napredek. S posebnim knezovim odlokom je Rogozno leta 1280 postalo mesto po magdeburškem pravu.  11. junija 1282 je to postal tudi Kališ, kjer so 6. junija istega leta zgradili prvo bolnišnico. Z istim odlokom je 2. oktobra 1283 ustanovil višje sodišče v Kališu, pristojno za celotno južno Velikopoljsko.
Posebno pozornost je posvečal graditvi dobrega odnosa s Cerkvijo. Že leta 1279 se je po njegovi zaslugi začela gradnja samostana klaris v Gnjeznu in dominikanskega samostana v Vronkih. Dne 2. avgusta 1284 je Przemisl potrdil privilegije Cerkve v Gnjeznu, s čimer je nadškofu v Gnjeznu omogočil kovanje lastnega denarja. Cerkev je bila odtlej njegova pomembna zaveznica, zlasti v boju proti brezobzirnemu vroclavskemu vojvodi. 28. decembra 1287 je Przemisl škofu Konradu in njegovi lubuški stolnici podelil pomembne privilegije. Osvobodil ju je vseh davkov in obveznosti do njega.

## Vzpon do kraljevega naslova

### Veliki vojvoda Poljske
Henrik IV. je v pričakovanju skorajšnje smrti in brez otrok v začetku leta 1290 prepustil vojvodino Vroclav svojemu bratrancu Henriku III. Glogovskemu, Krakov in Sandomjerz pa Przemislu II. Njegova druga odločitev se zdi zelo presenetljiva, ker je bil Przemisl njegov stalni nasprotnik, če se pa upošteva, da je bil njegov bližnji sorodnik, postane odločitev dokaj razumna. Henrik je umrl 23. junija, Przemisl pa je 25. julija prišel v Krakov.
Przemislova moč velikega vojvode Poljske je bila več kot omejena, ker so večino ozemlja Malopoljske po smrti svojega nasprotnika Henrika IV. razgrabili drugi plemiči. Z njegovo smrtjo se je najbolj okoristil Vladislav Loketek, ki je zasedel Sandomierz in mesta okoli Krakova. Novi veliki vojvoda se z njim ni nameraval spopadati in v svojih titulah  Sandomierza ni omenjal. Przemisl se je v Krakovu zadržal malo časa im med redkimi odloki med svojim bivanjem potrdil mestne pravice Wieliczke, ki jih je leta 1289 podelil Henrik IV.
Zavedal se je, da se bo v Krakovu zelo težko obdržal, zato je že 12. septembra mesto zapustil in s seboj odnesel kraljevske insignije Boleslava II. Drznega. Zapis iz češke Zbraslavske kronike kaže, da na njegovo dejanje niso gledali z naklonjenostjo:
S kakšno pravico si je drznil prisvojiti poljski diadem, ki je bil od nekdaj v Krakovu?
Z njegovim odhodom je češki kralj Venčeslav II. Przemysl uveljavil svoje pravice do poljskega prestola in na Poljskem pridobil veliko privržencev. V neodločenosti, kaj storiti, je velikopoljski vojvoda oktobra sklical zbor v Gnjeznu, na katerem so sodelovali tako plemiči kot Cerkev. Na zboru se je 23. oktobra srečal z Mstivojem II. Verjetno zato, da bi se zavaroval, je veliki vojvoda sklenil zavezništvo s Henrikom Glogovskim, katerega je razglasil za naslednika Velikopoljske, če bi sam umrl braz potomcev, in mu predal mesto Vshovo.
Ker je menil, da bi bil boj nesmeleln, ali je presodil, da ga bo izgubil, se je Przemisl  odločil, da se bo pogajal z Venčeslavom in mu nekako prodal svoje dostojanstvo velikega vojvode. Pogajanja, ki so potekala v Pragi, so se začela 15. novembra 1290 ali najkasneje 5. januarja 1291. Vladarjema se je uspelo dogovoriti. Kujavski letopis pravi, da je kralj Češke:
...s prelisičenjem in podkupovanjem z denarjem, zvijačnostjo in prevaro povzročil njegov odstop in dosegel popolno oblast.
Przemisl se je 6. januarja ali 7. februarja 1291 dokončno odrekel oblasti v Krakovu, v katerega so 10. aprila vkorakale čete češkega kralja pod vodstvom bamberškega škofa.

### Vojvoda Pomerelije
Po izgubi oblasti v Krakovu se je Przemisl po svojih najboljših močeh trudil ohraniti svojo dedno pravico v Pomereliji. S tem ciljem se je 1. ali 20. avgusta 1291. v Naklem sestal z Mstivojem in Boguslavom IV. Ščečinskim. Vsi trije so potrdili sklepe Slupskega kongresa iz leta 1287, pomorjanski vitezi pa so mu ponovno prisegli zvestobo. Verjetno zato, da bi ohranil mir na jugu, se je Przemisl 29. septembra 1292 srečal s kraljem Venčeslavom II., ki je v Sjeradzu oblegal Vladislava Loketka in Kazimirja II. Lenčiškega. Ker je bil vpliv Češke zaskrbljujoč, germanizacija pa se je razmahnila, je gnjeznenski nadškof Jakub Svinka sklical zbor v Kališu. Na zborovanju, ki je trajalo od 7. do 12. januarja 1293, se je sestavila koalicija proti češkemu kralju, v kateri so bili poleg nadškofa še Przemisl, Vladislav Loketek in Kazimir Lenčiški. Przemisl je nato Loketeka razglasil za svojega naslednika Velikopoljske, če bi umrl brez moškega naslednika.
Ko se je velikopoljski vojvoda zavaroval na jugu, je odprl vprašanje Pomorjanskega. Aprila 1294. se je na praznovanju sv. Adalberta Praškega v Gnjezju srečal s pomerelijskom vojvodom  Mstivojem. 14. in 15. junija se je skupaj z njim udeležil kongresa v Slupsku in se 2. ali 3. oktobra vrnil v Pomerelijo, kjer je izvedel, da je Mstivoj zelo bolan. Po Mstivojevi smrti 25. decembra je Przemisl  brez težav prevzel oblast v vojvodstvu. Olivska kronika o tem piše:
Po Mstivojevi smrti 25. decembra leta Gospodovega 1295 in potem, ko je bil v Olivi pokopan, je zgoraj omenjeni knez Przemisl prispel v Gdańsk in prevzel kneževino celotnega Pomorjanskega in zavaroval mesto Gdańsk z leseno utrdbo.

### Kralj Poljske
Verjetno leta 1294 se je Przemisl II. pogajal s papežem o pogojih za kronanje za poljskega kralja in bil 26. junija 1295 kronan. Za to dejanje pravzaprav ni potreboval soglasja papeža, saj je bila Poljska v preteklosti že kraljevina. Kronanje so mu omogočili dobri odnosi s Cerkvijo, kar je bil tudi vzrok, da za kralja ni bil kronan  Henrik IV. Ker papeštvo v tistem času ni bilo pod tujim vplivom, kot je bilo zlasti v 14. stoletju, nihče od evropskih posvetnih vladarjev ni mogel zahtevati koncesij za odobritev kronanja. Ostalo je le logično nezadovoljstvo češkega kralja, ki se je omejilo na diplomatske proteste. Przemisl in njegova tretja žena Margareta Brandenburška sta bila okronana v stolnici v Gnjeznu, kar na kratko opisujejo Velikopoljski letopisi:
Zato je leta 1295  našega Gospoda  na dan svetih mučencev Janeza in Pavla, gospod nadškof Jakub Drugi pomazilil kralja Przemisla s svetimi olji in ga z ženo kronal v metropolitski cerkvi v Gnjeznu.
Drugi Pjasti se  kronanja niso udeležili, zato se postavlja vprašanje domene Przemislovega kraljestva. Jasno je, da je bila njegova oblast omejena na Velikopoljsko in Pomerelijo, zato ga nekatere kronike in zgodovinarji imenujejo kralj Kališa, se pravi kralj Velikopoljske. Przemisl se na to ni oziral. Štel se je za poljskega kralja in nameraval s kronanjem obnoviti staro poljsko kraljestvo, potem ko je ukrotil plemiče, ki so mu nasprotovali. Verjetno se je ravno zato od 25. do 28. decembra 1295 srečal z Vladislavom Loketkom v Gnjeznu. Namen njunega srečanja ostaja neznan, domneva pa se, da je bil uperjen proti Malopoljski, kjer si je Przemisl prizadeval obnoviti svojo oblast, ali Brandenburgu, ki ni bil naklonjen njegovi priključitvi Pomorjanskega.

## Smrt
Na začetku leta 1296 je začel Przemisl obiskovati svoje posesti. 25. januarja je bil v Poznanju, kjer je začel graditi dominikanski samostan, v začetku februarja pa je prišel v Rogozno na karneval pred začetkom velikega posta. Velikopoljski letopisi  pišejo, da so 
… mejni grof Oton V. Brandenburški, še nek drug  Oton  in mejni grof Jan, sorodnik prej omenjenega kralja, v  želji, da bi mu po kronanju nekako škodovali, poslali veliko oboroženih mož, da bi ga ugrabili.
Brandenburški plačanci so prišli v mesto 8. februarja, uspeli premagati Przemislovo maloštevilčno stražov  bitki, v kateri je bil sam kralj resno ranjen, in ga ujeli. Poljski kralj zaradi izgube krvi ni mogel sedeti v sedlu. Ugrabitelji so bili zato počasni in so v strahu pred zasledovalci kralja strašno mučili in nato ubili. Njegovo truplo so pustili v vasi Sernjika. Letopisi iz 14. stoletja navajajo, da je bil Przemislov morilec vitez Jakob Kašuba, verjetno iz družine Gintersberg.
Poljski kralj je bil pokopan v stolnici v Poznanju v kraljevi kapeli, zgrajeni prav zanj. Pokopan je ob svoji drugi ženi Rikezi Švedski, s katero je imel edinega otroka. Janko iz Čarnkova omenja nenavaden dogodek, ki se je zgodil na Przemislovem grobu 23. marca 1371:
… Grom je udaril v vrh križa da desnem stolpu stolnice v Poznanju in uničil vogal stolpa, naredil luknjo na oboku kraljeve kapele in razbil portreta  kralja Przemisla in kraljice, obešena na zid.

## Posledice in nasledstvo
Smrt Przemisla II., ki je pomenila tudi izumrtje rodbine velikopoljskih Pjastov,  je zagotovo presenetila vse njegove sosede. Med Vladislavom Loketekom in Henrikom Glogovskim je izbruhnila vojna za  njegove posesti, ker je bila Velikopoljska obljubljena obema vojvodama. Vojna med njima ni trajala dolgo in že 10. marca 1296 sta si sporazumno razdelila posesti pokojnega kralja. Vladislav je dobil Kališ,  Poznanj z okolico in Pomerelijo, medtem ko je Henrik vladal jugozahodnemu delu Velikopoljske od Noteča do Drezdenka.  Da bi mir še bolj utrdila, je Vladislav posinovil Henrikovega sina Henrika IV. Zvestega in se zavezal, da mu bo predal Poznanj, ko bo polnoleten. Loketek, ki je s sporazumom dobil Pomerelijo, se je moral pogoditi z Leškom Inovroclavskim, ki je bil pozvan, da prevzame oblast v tej vojvodini in je že zasedel Slupsk in Slavno. 25. maja ali 9. junija se je Leško umaknil s Pomorjanskega v zameno za Višogrod. Vladislav Loketek  je na ta način uspel preprečiti delitev Velikopoljske in Pomorjanske med številno poljsko plemstvo in braniti te dežele pred tujimi napadalci, predvsem Brandenburgom.
Przemislovo kronanje za kralja je obudilo pozabljeno tradicijo in postavilo temelje za združitev Poljske v začetku 14. stoletja prav pod Vladislavom Loketekom. Pred njim je  nekaj takega že leta 1300 poskušal češki kralj Venčeslav II., ko se je  razglasil za poljskega kralja. Venčeslav se je 25. maja 1303 v Pragi poročil z Elizabeto Rikezo, hčerko Przemisla II., da bi s tem utrdil svojo oblast na Poljskem. Njegova lahkomiselnost, ki se je kazala v pretirani germanizaciji Poljske, je povzročila upore in veliko nezadovoljstvo. Prezgodna Venčeslavovo smrt leta  1305 in nato smrt njegovega sina z enakom imenom leta 1306 sta uničili vse njegovo delo. Vladislav Loketek je kot najmočnejši plemič prevzel odločilno vlogo v zatiranju tujih vplivov na Poljskem, predvsem Brandenburga in Tevtoncev, in leta 1320 dobil naslov kralja.
Grb z belim orlom na rdečem ozadju, ki ga je uporabljal Przemisl, je postal univerzalni grb Pjastov in bil osnova za vse kasnejše grbe poljske države, vključno z današnjim. Przemisl je s prevzemom tega grba, dokončno leta 1295, obudil tradicijo, ki je bila po Boleslavu I. Hrabrem pozabljena in jo pripisujejo legendarnemu prvemu poljskemu vladarju Lehu.
Jan Dlugoš je s posebnim naddušenjem in hvalo opisal pomen Przemisla II.:
Bil je mož, ki bi ga moralo poljsko ljudstvo hvaliti in slaviti skozi vse naslednje rodove in stoletja z najvišjo hvalo kot tistega, ki je dvignil ta opustošeni in nemočni narod in ga postavil za gospodarja sosednjih držav. Prvi ji je vlil vitalnost, ki naj bi ji zagotavljala blaginjo dolga stoletja, osvetlil temo, svobodo suženjstvu in spremenil žalost v veselje.

## Družina
Maja 1273 se je Przemisl poročil z Ludgardo Meklenburško, hčerko meklenburškega vojvode Henrila I. Božjepotnika in vnukinjo Barnima I. Ščečinskega. Dogodek opisuje Velikopoljska kronika:
Leta Gospodovega 1273 je plemiški gospodar Przemisl, sin pokojnog kneza Przemisla, prišel v Slavijo, deželo kneza Barnima, da vidi devico, hčerko kneza po imenu Henrik Višomješki, rojenega od hčerke kneza Barnima. Knez jo je zato tudi vzel k sebi, ker mu je bila draga. Ko jo je zagledal, mu je bil všeč njena osebnost in jo je tam, v deželi omenjenega kneza Barnima v Ščečinu, vzel za ženo.
V začetku decembra 1283 je Ludgarda umrla. Viri iz tega obdobja različno prikazujejo njeno smrt, zato ni mogoče ugotoviti niti kraja niti vzroka njene smrti. Čeprav jo je Przemisl neprestano objokoval, obstaja sum, da jo je ukazal ubiti, ker mu tudi po desetih letih zakona ni dala naslednika. Przemisl se je pozneje poročil z Richezo Bjelbo, hčerko odstavljenega švedskega kralja Valdemarja Birgersona. Poroka je bila sklenjena v Nyköpingu
11. oktobra 1285 v odsotnosti ženina, ki ga je zastopal poznanjski notar Tilon.
1. septembra 1288 je Richeza v Poznanju rodila prvega (in edinega) otroka, hčerko Richezo Elizabeto. Za Richezo mater se je izgubila vsaka zgodovinska sled. Ne omenja se, kdaj je umrla, zagotovo pa pred 19. aprilom 1293. 23. aprila tega leta se je Przemisl poročil z Margereto, hčerko brandenburškega mejnega grofa Albrehta III.
Elizabeta Richeza se leta 1303 poročila s češkim kraljem Venčeslavom II. in bila do njegove smrti leta 1305 kraljica Češke in Poljske. Rodila mu je hčerko Agnezo. kasneje poročeno z vojvodom Henrikom I. Javorskim. Venčedlavova vdova se je leta 1306 poročila z novim češkim kraljem Rudolfom I.

## Predniki
|  |                                                   |  |  |  |  |  |  |  |  |  |  |  |  |  |  |  |
|  | 16. Mješko III. Stari, veliki vojvoda Poljske     |  |  |  |  |  |  |  |  |  |  |  |  |  |  |  |
|  |                                                   |  |  |  |  |  |  |  |  |  |  |  |  |  |  |  |
|  |                                                   |  |  |  |  |  |  |  |  |  |  |  |  |  |  |  |
|  | 8. Oton Poznanjski                                |  |  |  |  |  |  |  |  |  |  |  |  |  |  |  |
|  |                                                   |  |  |  |  |  |  |  |  |  |  |  |  |  |  |  |
|  |                                                   |  |  |  |  |  |  |  |  |  |  |  |  |  |  |  |
|  | 17. Elizabeta Ogrska                              |  |  |  |  |  |  |  |  |  |  |  |  |  |  |  |
|  |                                                   |  |  |  |  |  |  |  |  |  |  |  |  |  |  |  |
|  |                                                   |  |  |  |  |  |  |  |  |  |  |  |  |  |  |  |
|  | 4. Vladislav Odonič, vojvoda Velikopoljske        |  |  |  |  |  |  |  |  |  |  |  |  |  |  |  |
|  |                                                   |  |  |  |  |  |  |  |  |  |  |  |  |  |  |  |
|  |                                                   |  |  |  |  |  |  |  |  |  |  |  |  |  |  |  |
|  | 18. Jaroslav Vlastimirovič, knez Haliča           |  |  |  |  |  |  |  |  |  |  |  |  |  |  |  |
|  |                                                   |  |  |  |  |  |  |  |  |  |  |  |  |  |  |  |
|  |                                                   |  |  |  |  |  |  |  |  |  |  |  |  |  |  |  |
|  | 9. Vjačeslava Hališka                             |  |  |  |  |  |  |  |  |  |  |  |  |  |  |  |
|  |                                                   |  |  |  |  |  |  |  |  |  |  |  |  |  |  |  |
|  |                                                   |  |  |  |  |  |  |  |  |  |  |  |  |  |  |  |
|  | 19. Olga Kijevska                                 |  |  |  |  |  |  |  |  |  |  |  |  |  |  |  |
|  |                                                   |  |  |  |  |  |  |  |  |  |  |  |  |  |  |  |
|  |                                                   |  |  |  |  |  |  |  |  |  |  |  |  |  |  |  |
|  | 2. Przemisl I., vojvoda Velikopoljske             |  |  |  |  |  |  |  |  |  |  |  |  |  |  |  |
|  |                                                   |  |  |  |  |  |  |  |  |  |  |  |  |  |  |  |
|  |                                                   |  |  |  |  |  |  |  |  |  |  |  |  |  |  |  |
|  | 20. Sobjeslav I., vojvoda Pomorjanskega           |  |  |  |  |  |  |  |  |  |  |  |  |  |  |  |
|  |                                                   |  |  |  |  |  |  |  |  |  |  |  |  |  |  |  |
|  |                                                   |  |  |  |  |  |  |  |  |  |  |  |  |  |  |  |
|  | 10. Mstivoj I. Pomorjanski, vojvoda Pomorjanskega |  |  |  |  |  |  |  |  |  |  |  |  |  |  |  |
|  |                                                   |  |  |  |  |  |  |  |  |  |  |  |  |  |  |  |
|  |                                                   |  |  |  |  |  |  |  |  |  |  |  |  |  |  |  |
|  | 21. Miroslava                                     |  |  |  |  |  |  |  |  |  |  |  |  |  |  |  |
|  |                                                   |  |  |  |  |  |  |  |  |  |  |  |  |  |  |  |
|  |                                                   |  |  |  |  |  |  |  |  |  |  |  |  |  |  |  |
|  | 5. Jadviga                                        |  |  |  |  |  |  |  |  |  |  |  |  |  |  |  |
|  |                                                   |  |  |  |  |  |  |  |  |  |  |  |  |  |  |  |
|  |                                                   |  |  |  |  |  |  |  |  |  |  |  |  |  |  |  |
|  | 22. Mješko III. Stari, veliki vojvoda Poljske     |  |  |  |  |  |  |  |  |  |  |  |  |  |  |  |
|  |                                                   |  |  |  |  |  |  |  |  |  |  |  |  |  |  |  |
|  |                                                   |  |  |  |  |  |  |  |  |  |  |  |  |  |  |  |
|  | 11. Zvinaslava Velikopoljska                      |  |  |  |  |  |  |  |  |  |  |  |  |  |  |  |
|  |                                                   |  |  |  |  |  |  |  |  |  |  |  |  |  |  |  |
|  |                                                   |  |  |  |  |  |  |  |  |  |  |  |  |  |  |  |
|  | 23. Elizabea Ogrska                               |  |  |  |  |  |  |  |  |  |  |  |  |  |  |  |
|  |                                                   |  |  |  |  |  |  |  |  |  |  |  |  |  |  |  |
|  |                                                   |  |  |  |  |  |  |  |  |  |  |  |  |  |  |  |
|  | 1. Przemisl II.                                   |  |  |  |  |  |  |  |  |  |  |  |  |  |  |  |
|  |                                                   |  |  |  |  |  |  |  |  |  |  |  |  |  |  |  |
|  |                                                   |  |  |  |  |  |  |  |  |  |  |  |  |  |  |  |
|  | 24. Boleslav I. Visoki, vojvoda Vroclava          |  |  |  |  |  |  |  |  |  |  |  |  |  |  |  |
|  |                                                   |  |  |  |  |  |  |  |  |  |  |  |  |  |  |  |
|  |                                                   |  |  |  |  |  |  |  |  |  |  |  |  |  |  |  |
|  | 12. Henrik I. Pobožni, veliki vojvoda Poljske     |  |  |  |  |  |  |  |  |  |  |  |  |  |  |  |
|  |                                                   |  |  |  |  |  |  |  |  |  |  |  |  |  |  |  |
|  |                                                   |  |  |  |  |  |  |  |  |  |  |  |  |  |  |  |
|  | 25. Kristina                                      |  |  |  |  |  |  |  |  |  |  |  |  |  |  |  |
|  |                                                   |  |  |  |  |  |  |  |  |  |  |  |  |  |  |  |
|  |                                                   |  |  |  |  |  |  |  |  |  |  |  |  |  |  |  |
|  | 6. Henrik II. Pobožni, veliki vojvoda Poljske     |  |  |  |  |  |  |  |  |  |  |  |  |  |  |  |
|  |                                                   |  |  |  |  |  |  |  |  |  |  |  |  |  |  |  |
|  |                                                   |  |  |  |  |  |  |  |  |  |  |  |  |  |  |  |
|  | 26. Bertold IV., grof Meranije                    |  |  |  |  |  |  |  |  |  |  |  |  |  |  |  |
|  |                                                   |  |  |  |  |  |  |  |  |  |  |  |  |  |  |  |
|  |                                                   |  |  |  |  |  |  |  |  |  |  |  |  |  |  |  |
|  | 13. Hedvika Šlezijska                             |  |  |  |  |  |  |  |  |  |  |  |  |  |  |  |
|  |                                                   |  |  |  |  |  |  |  |  |  |  |  |  |  |  |  |
|  |                                                   |  |  |  |  |  |  |  |  |  |  |  |  |  |  |  |
|  | 27. Agneza Rogliška                               |  |  |  |  |  |  |  |  |  |  |  |  |  |  |  |
|  |                                                   |  |  |  |  |  |  |  |  |  |  |  |  |  |  |  |
|  |                                                   |  |  |  |  |  |  |  |  |  |  |  |  |  |  |  |
|  | 3. Elizabeta Vroclavska                           |  |  |  |  |  |  |  |  |  |  |  |  |  |  |  |
|  |                                                   |  |  |  |  |  |  |  |  |  |  |  |  |  |  |  |
|  |                                                   |  |  |  |  |  |  |  |  |  |  |  |  |  |  |  |
|  | 28. Vladislav II, vojvoda Češke                   |  |  |  |  |  |  |  |  |  |  |  |  |  |  |  |
|  |                                                   |  |  |  |  |  |  |  |  |  |  |  |  |  |  |  |
|  |                                                   |  |  |  |  |  |  |  |  |  |  |  |  |  |  |  |
|  | 14. Оtakar I. Češki, kralj Češke                  |  |  |  |  |  |  |  |  |  |  |  |  |  |  |  |
|  |                                                   |  |  |  |  |  |  |  |  |  |  |  |  |  |  |  |
|  |                                                   |  |  |  |  |  |  |  |  |  |  |  |  |  |  |  |
|  | 29. Judita Turingijska                            |  |  |  |  |  |  |  |  |  |  |  |  |  |  |  |
|  |                                                   |  |  |  |  |  |  |  |  |  |  |  |  |  |  |  |
|  |                                                   |  |  |  |  |  |  |  |  |  |  |  |  |  |  |  |
|  | 7. Ana Przemisl                                   |  |  |  |  |  |  |  |  |  |  |  |  |  |  |  |
|  |                                                   |  |  |  |  |  |  |  |  |  |  |  |  |  |  |  |
|  |                                                   |  |  |  |  |  |  |  |  |  |  |  |  |  |  |  |
|  | 30. Béla III., kralj Ogrske                       |  |  |  |  |  |  |  |  |  |  |  |  |  |  |  |
|  |                                                   |  |  |  |  |  |  |  |  |  |  |  |  |  |  |  |
|  |                                                   |  |  |  |  |  |  |  |  |  |  |  |  |  |  |  |
|  | 15. Konstanca Ogrska                              |  |  |  |  |  |  |  |  |  |  |  |  |  |  |  |
|  |                                                   |  |  |  |  |  |  |  |  |  |  |  |  |  |  |  |
|  |                                                   |  |  |  |  |  |  |  |  |  |  |  |  |  |  |  |
|  | 31. Agneza Antioška                               |  |  |  |  |  |  |  |  |  |  |  |  |  |  |  |
|  |                                                   |  |  |  |  |  |  |  |  |  |  |  |  |  |  |  |
|  |                                                   |  |  |  |  |  |  |  |  |  |  |  |  |  |  |  |

## Vir
- Długosz, Jan (2021). Roczniki czyli Kroniki sławnego Królestwa Polskiego. Księga VII i VIII. Wydawnictwo Naukowe Pwn.

| Przemisl II. PjastiRojen: 14. oktober 1257 Umrl: 8. februar 1296 |                                                    |                                 |
| Vladarski nazivi                                                 |                                                    |                                 |
| Predhodnik: Boleslav Pobožni                                     | Vojvoda Velikopoljske (Poznanj) 1273–1296          | Naslednik: Vladislav I. Loketek |
| Predhodnik: Boleslav Pobožni                                     | Vojvoda Velikopoljske (Kališ in Gnjezno) 1279–1296 | Naslednik: Vladislav I. Loketek |
| Predhodnik: Boleslav Pobožni                                     | Vojvoda Vjeluna 1279–1281                          | Naslednik: Henrik IV. Pravični  |
| Predhodnik: Henrik IV. Pravični                                  | Vojvoda Vjeluna 1287–1296                          | Naslednik: Vladislav I. Loketek |
| Predhodnik: Henrik IV. Pravični                                  | Veliki vojvoda Poljske 1290–1291                   | Naslednik: Venčeslav II. Češki  |
| Predhodnik: Boleslav II. Plemeniti                               | Kralj Poljske 1295–1296                            | Naslednik: Venčeslav II. Češki  |
| Predhodnik: Mestvin II. Pomorjanski                              | Vojvoda Pomerelije 1294–1296                       | Naslednik: Lešek Inovroclavski  |